# 北海道道53号釧路鶴居弟子屈線
北海道道53号釧路鶴居弟子屈線（ほっかいどうどう53ごう くしろつるいてしかがせん）は、北海道釧路市と弟子屈町を結ぶ道道（主要地方道）である。

## 概要
1971年まで、釧路市と鶴居村温根内の間は、釧路市鳥取大通1丁目（国道38号・日本製紙釧路工場正門前）で右折して釧路市昭和町・釧路市安原を経由して鶴居村の温根内ビジターセンター付近へ至る、釧路湿原内を通る新釧路川右岸堤防を経由していたが、湿原の軟弱な地盤であるために道路の地盤沈下などに伴う道路（堤防）補修が年々かさんでいた事から、新たなルートとして、これまでの釧路湿原内を通る新釧路川右岸通（堤防）経由より遠回りであるものの、仁々志別川右岸の釧路市鳥取北・釧路市鶴野を経由して釧路市北斗で右折して釧路市湿原展望台前を通り鶴居村温根内に至る全線恒久舗装された現在の経路（当時の通称・北斗新道）に変更され、現在の経路の完成以降は、釧路湿原内を通る新釧路川右岸堤防を経由していた旧道の関係者以外の車両通行が禁止されている。
なお、旧道区間の釧路市昭和町から釧路湿原道路までの新釧路川右岸堤防に並行して新たに建設された釧路市の市道として、新釧路川右岸通が2007年12月27日に開通している。

### 路線データ
- 起点 : 北海道釧路市北大通8丁目（北海道道24号釧路停車場線交点）
- 終点 : 北海道川上郡弟子屈町朝日2丁目（国道243号交点）
- 総延長：66.142 km[1]
- 実延長：62.164 km[1]
- 重用延長：3.978 km[1]

### 道路管理者
- 釧路総合振興局 釧路建設管理部 事業課
- 釧路総合振興局 釧路建設管理部 弟子屈出張所

## 歴史
- 1957年（昭和32年）7月25日 - 284号弟子屈鶴居釧路線として路線認定[2]。
- 1971年（昭和46年）1月5日 - 釧路市-鶴居村温根内のルートを以下の通り変更[要出典]。
- 1971年（昭和46年）10月21日 - 路線名を釧路鶴居弟子屈線に変更[3]。
- 1993年（平成5年）5月11日 - 建設省から、道道釧路鶴居弟子屈線が釧路鶴居弟子屈線として主要地方道に指定される[4]。
- 1994年（平成6年）10月1日 - 路線番号を53号に変更[5]。

## 路線状況

### 重複区間
- 国道38号（鳥取大通1丁目 - 新富士町1丁目）
- 北海道道243号阿寒標茶線（鶴居村字幌呂 - 鶴居村字雪裡）
- 国道274号（鶴居村字雪裡 - 標茶町字ヌマオロ）
- 北海道道717号札友内弟子屈停車場線（弟子屈町中央1丁目 - 弟子屈町朝日1丁目）

### 主な橋梁
- 旭跨線橋（215 m、根室本線、釧路市川上町10丁目 - 釧路市川北町）
- 鉄北大橋（248 m、新釧路川、釧路市川端町6・喜多町10 - 釧路市鳥取南2丁目・新富士町1丁目）
- 桜橋（91 m、鐺別川、弟子屈町桜丘2丁目 - 弟子屈町高栄2丁目）

## 地理
釧路湿原西側を通る。

### 通過する自治体
- 釧路総合振興局
  - 釧路市
  - 阿寒郡鶴居村
  - 川上郡標茶町
  - 川上郡弟子屈町

### 交差する道路
釧路市

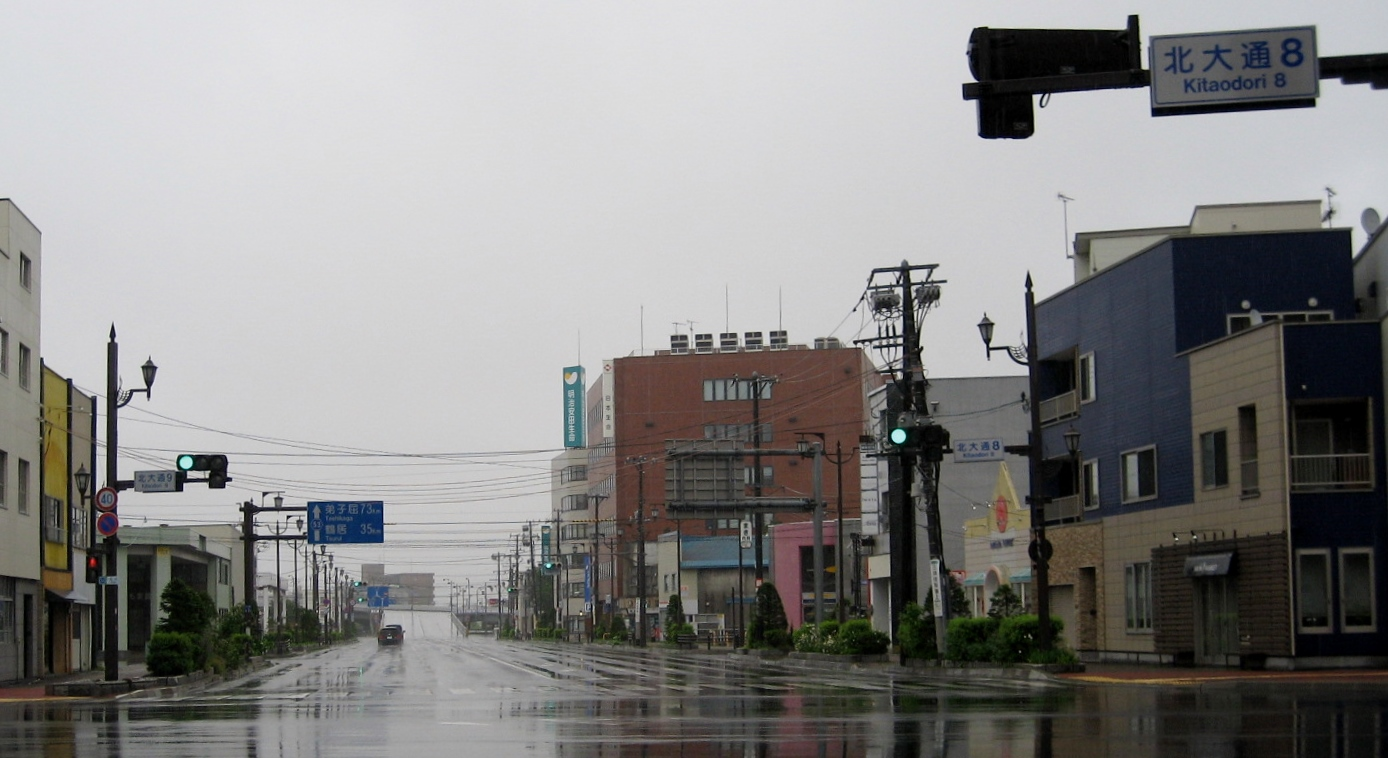
起点の様子

- 北海道道24号釧路停車場線 - 北大通8丁目（起点）
- 国道38号 - 鳥取大通1丁目、新富士町1丁目（重複）
- 北海道道559号新富士停車場線 - 鳥取南4丁目
- 国道38号 - 鳥取大通4丁目
- 北海道道113号釧路環状線 - 鳥取北10丁目
- 北海道道148号釧路西インター線 - 鳥取北10丁目
- 国道38号 釧路新道 - 鶴野
- 北海道道666号徹別原野釧路線 - 北斗
- 北海道道835号釧路阿寒自転車道線 - 北斗

鶴居村
- 北海道道243号阿寒標茶線 - 字幌呂、字雪裡（重複）
- 北海道道829号幌呂原野鶴居線 - 鶴居西2丁目
- 北海道道1093号阿寒公園鶴居線 - 鶴居西3丁目
- 国道274号 - 字雪裡

標茶町
- 国道274号 - 字ヌマオロ
- 北海道道1052号クチョロ原野線 - 字クチョロ原野北26線

弟子屈町
- 北海道道717号札友内弟子屈停車場線 - 中央1丁目、朝日1丁目（重複）
- 国道243号 - 朝日2丁目（終点）

### 沿線にある施設など
釧路市
- 川北ショッピングセンター（ザ・ビッグ・ツルハドラッグ）
- 日本製紙釧路工場
- 釧路湿原
- 釧路カントリークラブ
- 運動公園

弟子屈町
- 北海道弟子屈高等学校
- 弟子屈警察署
- 弟子屈町役場
- JR北海道 釧網本線 摩周駅